# Melanolophia agnataria
Melanolophia agnataria är en fjärilsart som beskrevs av Pieter Cornelius Tobias Snellen 1874. Melanolophia agnataria ingår i släktet Melanolophia och familjen mätare. Inga underarter finns listade i Catalogue of Life.